# Hyrup Bæk
Hyrup Bæk (dansk) eller Hüruper Bach (tysk) er et mindre vandløb sydøst for Flensborg i landskabet Angel (Sydslesvig) i den nordtyske delstat Slesvig-Holsten. Bækken udspringer et sted ved den mellem Nykro, Herregårdled, Krim, Vasbykro og Husby beliggende Vesebymark, løber derfra øst om Veseby og Hyrup, passerer Kilsgaarde og munder ved Kylsvæk (ty. Kysweek) øst for Lille Solt ud i Kilsåen, en af Trenens biflod. Vandløbet har en længde på 6,5 km.
Bækken er første gang nævnt 1538 (som by der Beke). Vandløbet kaldes også for Hennebæk (Hennebach). Forleddet er substantiv glda. Hæghnath (indhegning). Der er topografisk sammenhæng med omkringliggende stednavne Hennebjerg (jysk/angeldansk: Hennebierre), Hennekær, Hennemaj og Henneskov.